# A Republikanska futbolna grupa 1956
La A Republikanska futbolna grupa 1956 fu la 32ª edizione della massima serie del campionato di calcio bulgaro disputato tra il 3 marzo e il 7 ottobre 1953 e concluso con la vittoria del CDNA Sofia, al suo sesto titolo e terzo consecutivo.
Capocannoniere del torneo furono Pavel Vladimirov del Minyor Dimitrovo, con 16 reti.

## Formula
Le squadre partecipanti furono dodici e disputarono un turno di andata e ritorno per un totale di 22 partite.
L'ultima classificata fu retrocessa in B RFG mentre la penultima disputò un girone di play-out con le prime sei della seconda serie al termine del quale i migliori due team furono ammessi alla massima serie della stagione successiva.
La squadra campione fu ammessa alla Coppa dei Campioni 1957-1958.

## Classifica finale
| Pos. | Squadra          | G  | V  | N  | P | GF | GS | Punti |
| ---- | ---------------- | -- | -- | -- | - | -- | -- | ----- |
| 1    | CDNA Sofia       | 22 | 11 | 9  | 2 | 46 | 25 | 31    |
| 2    | Dinamo Sofia     | 22 | 8  | 10 | 4 | 30 | 24 | 26    |
| 3    | SKNA Plovdiv     | 22 | 9  | 7  | 6 | 27 | 20 | 25    |
| 4    | Udarnik Sofia    | 22 | 8  | 7  | 7 | 37 | 31 | 23    |
| 5    | Minyor Dimitrovo | 22 | 8  | 6  | 8 | 40 | 34 | 22    |
| 6    | Spartak Plovdiv  | 22 | 7  | 7  | 8 | 28 | 29 | 21    |
| 7    | Lokomotiv Sofia  | 22 | 5  | 11 | 6 | 20 | 22 | 21    |
| 8    | Spartak Pleven   | 22 | 6  | 9  | 7 | 19 | 26 | 21    |
| 9    | Spartak Sofia    | 22 | 5  | 9  | 8 | 25 | 30 | 19    |
| 10   | Spartak Varna    | 22 | 5  | 9  | 8 | 22 | 28 | 19    |
| 11   | Zavod 12 Sofia   | 22 | 5  | 9  | 8 | 20 | 29 | 19    |
| 12   | Torpedo Ruse     | 22 | 2  | 13 | 7 | 16 | 32 | 7     |

### Poule promozione
L'undicesimo club della prima serie e i 6 migliori club della seconda fecero un mini-girone per gli ultimi due posti per la massima serie dell'anno successivo.
| Pos | Club                               | Punti | P | V | N | P | GF | GS |
| 1   | DSO Cherveno zname Stanke Dimitrov | 9     | 6 | 4 | 1 | 1 | 9  | 8  |
| 2   | SKNA Varna                         | 8     | 6 | 3 | 2 | 1 | 11 | 4  |
| 3   | Zavod 12 Sofia                     | 7     | 6 | 3 | 1 | 2 | 12 | 4  |
| 4   | DSO Lokomotiv Plovdiv              | 6     | 6 | 2 | 2 | 2 | 9  | 7  |
| 5   | SKNA Ruse                          | 5     | 6 | 2 | 1 | 3 | 4  | 4  |
| 6   | DSO Udarnik Stara Zagora           | 5     | 6 | 2 | 1 | 3 | 4  | 13 |
| 7   | DSO Lokomotiv Lom                  | 2     | 6 | 0 | 2 | 4 | 6  | 15 |